# كأس السوبر الألباني 1994
بطولة كأس السوبر الألباني 1994 هي النسخة الخامسة من بطولة كأس السوبر الألباني ، لعب يوم 8 يناير 1995 في الاستاد الوطني بتيرانا ، بين فريق تيرانا الفائز بكأس ألبانيا وفريق تاوتا دوريس الفائز بالدوري. وقد انتهت المباراة بفوز تيرانا بالمباراة بنتيجة 1–0 ليحصد لقبه الأول في تاريخ البطولة.

## التفاصيل
| تيرانا             | 1–0 | تاوتا دوريس |
| ------------------ | --- | ----------- |
| برينغا 14' (ركلة.) |     |             |

| الحكام المساعدون: الحكم الرابع: | قوانين المباراة - 90 دقيقة. - 30 دقيقة من الوقت الإضافي إذا لزم الأمر. - ركلات جزاء ترجيحية إذا استمرت النتيجة متعادلة. |